# Boset-Bericha
Boset-Bericha är en vulkan i Etiopien. Den ligger i den centrala delen av landet, 100 km sydost om huvudstaden Addis Abeba. Toppen på Boset-Bericha är 2 447 meter över havet.
Terrängen runt Boset-Bericha är huvudsakligen kuperad. Boset-Bericha är den högsta punkten i trakten. Runt Boset-Bericha är det ganska tätbefolkat, med 96 invånare per kvadratkilometer. Trakten runt Boset-Bericha består i huvudsak av gräsmarker.